# Gymnopilus fulvosquamulosus
Gymnopilus fulvosquamulosus là một loài nấm thuộc họ Cortinariaceae.